# Kermes ceriferus
Kermes ceriferus är en insektsart som beskrevs av Edward MacFarlane Ehrhorn 1899.
Kermes ceriferus ingår i släktet Kermes och familjen eksköldlöss. Inga underarter finns listade i Catalogue of Life.